# Synaptura lusitanica nigromaculata
Synaptura lusitanica nigromaculata is een ondersoort van de straalvinnige vissen uit de familie van de eigenlijke tongen (Soleidae). De wetenschappelijke naam van de soort is voor het eerst geldig gepubliceerd in 1905 door Pellegrin.